# Guerra Civil do Chade (1979–1982)
A segunda guerra civil chadiana começou com os combates que eclodiram em fevereiro de 1979 entre os diferentes movimentos da Frente de Libertação Nacional do Chade (Frolinat) e as forças armadas regulares do Chade, e prosseguiu com a guerra entre esses diferentes movimentos, principalmente opondo Goukouni Oueddei a Hissène Habré. Em 7 de junho de 1982, as tropas de Habré entraram na capital e tomaram o poder, encerrando a guerra.

## Desencadeamento
Em fevereiro de 1979, após o surgimento de tensões na capital, os soldados nortistas desertaram de seus postos e se juntaram à Frolinat e às Forças Armadas do Norte (FAN). Os combates eclodiram em N'Djamena entre os vários movimentos da Frolinat e as forças armadas regulares chadianas, que rapidamente se transformaram em vantagem para os primeiros.
Um Governo de União Nacional de Transição (GUNT) seria formado.

## Reinício das hostilidades
O equilíbrio não perdura e, em março de 1980, Habré expulsa o GUNT da capital. Os vários movimentos da Frolinat voltam-se uns contra os outros, principalmente opondo Goukouni Oueddei a Habré, apoiados respectivamente pela Líbia e pela França.
Os franceses evacuaram o Chade em maio de 1980.
Em 7 de junho de 1982, os homens de Habré entraram na capital e tomaram o poder.